# Bataille de la baie de Milne
Seconde Guerre mondiale, 
Guerre du Pacifique
Batailles
- Rabaul
- 1re Salamaua-Lae
- Mer de Corail
- Piste Kokoda
- Baie de Milne
- Goodenough
- Buna-Gona-Sanananda
- Lilliput
- Merauke

- Wau
- Mer de Bismarck
- I-Go
- 2e Salamaua-Lae
- Chronicle
- Monts Finisterre
- Bougainville
- Bombardement de Wewak
- Péninsule de Huon
- Nouvelle-Bretagne
- Bombardement de Rabaul

- Neutralisation de Rabaul
- Îles de l'Amirauté
- Emirau
- Take Ichi
- Nouvelle-Guinée occidentale

La bataille de la baie de Milne (opération RE) a été une bataille de la campagne de Nouvelle-Guinée, théâtre de la guerre du Pacifique durant la Seconde Guerre mondiale. Les troupes japonaises ont attaqué la base australienne de la baie de Milne, à la pointe orientale de la Nouvelle-Guinée le 25 août 1942 et les combats ont continué jusqu'à ce que les Japonais se retirent le 5 septembre 1942. Cependant la résistance armée ne s'est terminée que le 7 septembre 1942. Ce fut la première bataille de la campagne du Pacifique dans laquelle les troupes alliées infligèrent une défaite décisive aux forces terrestres japonaises, les forçant à se retirer et abandonner complètement leur objectif.
Les Japonais visaient dans cette opération à prendre le contrôle de la base aérienne et navale australienne sur Milne pour pouvoir s'en servir par la suite pour soutenir leurs troupes engagées à ce moment dans la campagne de la Piste Kokoda destinée à tenter de prendre la ville de Port Moresby.
Les forces japonaises avaient connu des échecs locaux auparavant : leur première attaque sur Wake avait été repoussée et les troupes américaines avaient vaincu les Japonais à Guadalcanal à la bataille de Tenaru, quatre jours avant que la bataille de la baie de Milne ne commence. Mais à la différence de la baie de Milne, ces actions n'ont pas donné lieu au retrait complet du Japon et à l'abandon de la campagne militaire.

## Forces en présence

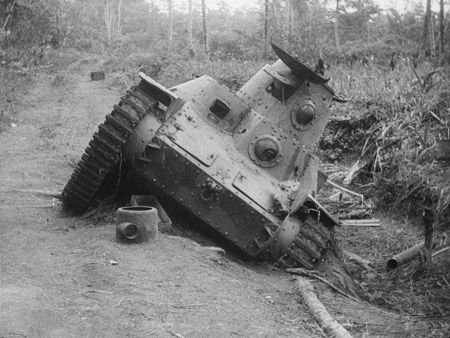
Char japonais type 95, le 1er octobre 1942.

En fait, c'est l'élite de l'infanterie de marine japonaise, connue sous le nom de Kaigun Rikusentai (海軍特別陸戦隊 Forces navales spéciales de débarquement (FSDJ)), plutôt que l'armée impériale japonaise qui attaqua les forces alliées à la baie de Milne. Le haut commandement japonais avait engagé environ 850 soldats d'infanterie de la 5e FSDJ dirigés par le commandant Shojiro Hayashi, une compagnie de la 5e FSDJ, dirigée par le lieutenant Fujikawa, la 10e force navale de débarquement et le 2e groupe aéroporté avec 350 personnes non-combattantes du 16e Groupe de construction navale. La force japonaise a d'abord été commandée par le commandant Shojiro Hayashi.
Les Alliés, commandés par le major-général australien Cyril Clowes, avaient à défendre trois pistes d'atterrissage stratégiquement importantes. Les soldats étaient constitués de la 18e brigade d'infanterie de la 7e division australienne, la 7e Brigade, une formation de la milice, les compagnies A, C et un peloton de la compagnie E de la 14e Brigade du 55e bataillon, la 9e batterie des 2/3e Régiment de défense anti-aérienne, la 709e batterie américaine de défense antiaérienne et la 9e batterie du 2/5e Field Regiment. En outre, une partie du Corps du génie de l'armée des États-Unis, le 46e Régiment du génie, était déployée sur place pour construire des aérodromes.
Bien que les forces alliées aient compté 8 824 personnes, seules environ 4 500 étaient affectées dans l'infanterie. Les Japonais ont bénéficié d'un avantage important en disposant de chars légers que les Alliés n'avaient pas déployé. Les Japonais avaient aussi le contrôle complet de la mer pendant la nuit, permettant leur renforcement et leur évacuation si besoin.
Toutefois, les escadrilles no 75 et 76 de la Royal Australian Air Force, volant sur P-40 Kittyhawk ainsi que les Hudson du groupe no 1 de la baie de Milne avaient un avantage incontesté dans la journée qui leur a permis de jouer un rôle crucial dans la lutte acharnée qui se déroula sur place.

## Prélude

### Les Alliés
Les premières troupes arrivent dans la baie de Milne depuis Port Moresby, dans les navires néerlandais de la KPM Karsik et Bontekoe, escortés par le sloop HMAS Warrego et la corvette HMAS Ballarat le 25 juin. Le Karsik est amarré à un ponton fait de bidons d'essence et construit par des Papous, recrutés par l'ANGAU (Unité australienne chargée de l'administration de la Papouasie-Nouvelle-Guinée). Les troupes débarquées comprennent deux compagnies et demi et une section de mitrailleuse venant du 55e bataillon d'infanterie, de la 14e brigade d'infanterie ainsi que la 9e batterie antiaérienne légère comprenant huit Bofors d'un calibre de 40 millimètres, une section du 101e bataillon d'artillerie côtière comprenant huit mitrailleuses et deux canons antiaériens de la 23e batterie lourde antiaérienne. La compagnie E du 46e bataillon du génie du Corps du génie de l'armée des États-Unis arrive sur le Bontekoe avec du matériel de construction d'une base aérienne. En outre, vingt-neuf navires de la KPM se sont échappés vers l'Australie après la chute des Indes orientales néerlandaises. Ils sont composés d'un équipage mêlant des Néerlandais et des Javanais. Cette petite flotte assure la majorité des liaisons entre l'Australie et la baie de Milne, aux côtés de navires australiens, britanniques et américains. Cinq navires de la KPM sont perdus lors des combats.
Les travaux sur la première piste d'atterrissage commencent le 8 juin, avec l'aide de travailleurs papous supervisés par l'ANGAU et le 96e bataillon du génie américain qui dégage la zone autour de Gili Gili. La compagnie E du 46e du génie commence ses travaux le 30 juin. En plus de la piste d'atterrissage, les hommes du génie doivent aménager des portions camouflées pour trente-deux chasseurs, des chemins et des abris pour cinq cents hommes. En soutien de la base aérienne et de la garnison, une section est envoyée participer à l'aménagement du port et des routes. Bien que les chenaux de la baie de Milne permettent à des navires à fort tirant d'eau d'approcher à douze mètres du rivage, ils doivent toujours être déchargés sur des pontons, tandis que les cargaisons doivent être transportées sur les véhicules, ce qui demande des moyens humains importants.
Trois Curtiss P-40 Warhawk de la 76e escadrille de la RAAF atterrissent sur la piste le 22 juillet, tandis que d'autres appareils des 75e et 76e escadrilles arrivent le 25 juillet. À ces dates, la piste n'est qu'incomplètement aménagée et sa longueur utilisable, faite en Marston Mat, est de 1 509 mètres contre les 1 829 mètres prévus. En outre, elle est fréquemment inondée, ce qui provoque le dérapage de certains avions qui s'embourbent.

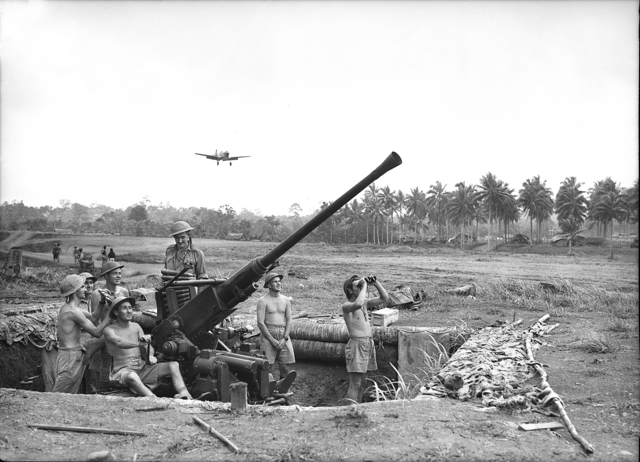
Un P-40 s'apprête à atterrir sur la première piste, sous la garde de canons antiaériens Bofors de 40 mm.

Une fois que la première piste est construite, deux autres aérodromes sont mis en construction. Près de 5 000 palmiers sont abattus pour la deuxième piste et le site est surélevé et aplani. Toutefois, son usage nécessite de bâtir deux ponts de dix-huit mètres, ce qui conduit les Alliés à entamer les travaux de la troisième piste, près de Kilarbo. La construction est entreprise par le 2e bataillon du 43e régiment du génie américain, arrivé le 4 août,. Le même jour, les Japonais commencent à bombarder la baie de Milne, se concentrant sur les pistes d'atterrissage et les forces du génie au travail. Quatre Zéros et un bombardier en piqué attaquent la première piste. Un P-40 est détruit au sol et un autre abat le bombardier. Par la suite, les Australiens mettent en place un radar pour prévenir ces attaques. Le 11 août, 22 P-40 interceptent 12 Zéros. En dépit de cette supériorité numérique, les Australiens souffrent de la perte de trois appareils même s'ils auraient détruit quatre avions japonais.
Le 11 juillet, des troupes de la 7e brigade d'infanterie, dirigée par le général de brigade John Field, commencent à arriver pour renforcer la garnison. Cette brigade comprend trois bataillons de miliciens issus du Queensland (les 9e, 25e et 61e bataillons). Ils apportent avec eux des armes venant des 4e et 101e régiments antitanks, de la 2/6th Heavy Anti-Aircraft Battery et de la 2/9th Light Anti-Aircraft Battery. En outre, la 24e compagnie du génie, la première unité du génie australien arrive aussi sur place. Field assume le commandement de la Milne Force, la tasf force exerçant le contrôle opérationnel sur les forces terrestres, aériennes et navales de la région en cas d'attaque imminente des Japonais. Il est directement sous l'autorité du quartier-général des forces terrestres alliées situées à Brisbane, et non sous celle de Port-Moresby. Ses missions les plus urgentes concernent le génie. Tandis que les Américains construisent les pistes d'atterrissage et les appontements, les Australiens travaillent sur les routes et les bâtiments hébergeant les hommes Cette petite troupe du génie est renforcée par l'infanterie et des travailleurs papous.
Bien que la malaria soit endémique dans la baie de Milne, peu de précautions sont prises contre la maladie. Les hommes portent des shorts et gardent leurs manches relevées. En outre, leur crème contre les moustiques est inefficace, la quinine manque rapidement et beaucoup des nouveaux venus n'ont pas encore de moustiquaires car celles-ci sont au fond des cales des navires et prennent des jours à être déchargées. Enfin, le dosage de quinine prescrit n'est pas respecté et beaucoup de soldats commencent à être infectés. Le médecin en chef du quartier-général des forces alliées est le Brigadier Neil Hamilton Fairley, spécialisé dans les maladies tropicales. Il vient à Port-Moresby en juin et s'inquiète de l'inefficacité des mesures prises contre la maladie, qui pourrait bien fragiliser considérablement les forces alliées en Papouasie. Il s'assure que le 110e poste d'évacuation sanitaire quitte Brisbane pour la baie de Milne avec un laboratoire médical pleinement équipé et une grande quantité de produits contre la maladie, dont 200 000 tablettes de quinine. Cependant, une partie de cet équipement s'abîme durant le trajet et le risque représenté par le paludisme dans la baie de Milne est toujours sous-estimé,.

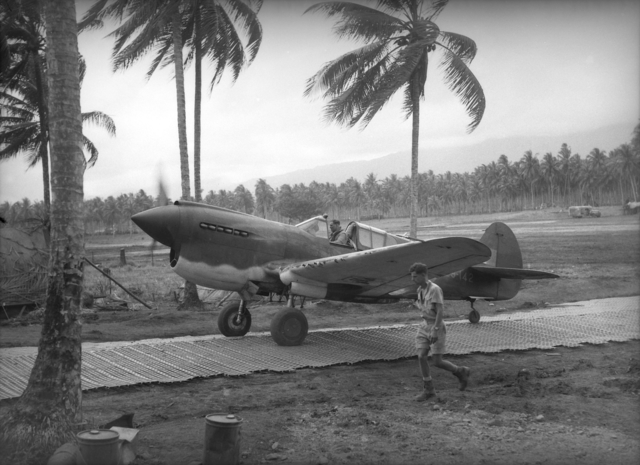
Keith Truscott, le leader de la de la RAAF, à Milne Bay en septembre 1942.

Les compagnies du 55e bataillon d'infanterie sont déjà fortement touchées par la malaria et d'autres maladies tropicales et sont retirées pour être envoyées à Port-Moresby au début du mois d'août. Toutefois, la garnison est renforcée par des troupes venant de la seconde force impériale australienne. En l'occurrence, ce sont les hommes de la 18e brigade d'infanterie de la 7e division qui commencent à arriver le 12 août jusqu'au 21 août. C'est une unité expérimentée, qui a combattu lors du siège de Tobrouk.
Désormais, deux brigades sont présentes à Milne Bay. Le Major General Cyril Clowes est nommé pour commander la Milne Force, placée sous le commandement de la New Guinea Force, dirigée par le Lieutenant General Sydney Rowell le 12 août. Le quartier-général de Clowes est constitué à Sydney à la fin du mois de juillet et est envoyé à Milne Bay. Le général Clowes y arrive le 13 août et attend que l'ensemble de son état-major soit au complet le 22 août. À cette date, 7 459 Australiens et 1 365 Américains sont présents à Milne Bay, dont 4 500 troupes d'infanterie et 600 hommes de la RAAF.
Clowes confie à la 7e brigade le rôle primordial de défendre les points clés autour de Milne Bay, pour prévenir toute attaque terrestre ou aérienne. En outre, il tient la 18e brigade d'infanterie, composée de vétérans, en réserve, pour contre-attaquer en cas de besoin. Toutefois, il manque de cartes précises et le matériel de communication souffre des conditions climatiques, tandis que les câbles téléphoniques sont d'une longueur insuffisante. Enfin, le sol meuble rend difficile les mouvements des véhicules et même les déplacements à pieds.

### Les Japonais
L'aviation japonaise ne tarde pas à découvrir la position des Alliés à Milne Bay. Celle-ci constitue une menace claire pour les plans japonais d'une attaque amphibie contre Port-Moresby. Une telle offensive devrait commencer par un débarquement sur l'île de Samarai, dans le détroit de Chine, non loin de Milne Bay. Le 31 juillet, le commandant de la 17e armée japonaise, le Lieutenant General Harukichi Hyakutake demande à la 8e flotte du vice-amiral Gunichi Mikawa de s'emparer de la base alliée de Milne Bay. Dès lors, Mikawa modifie ses plans pour la prise de Samarai. Il planifie la prise de Milne Bay, sous le nom d'opération RE qu'il prévoit pour la mi-août. Elle devient hautement prioritaire quand l'aviation découvre les pistes d'atterrissage le 4 août, avant d'être retardée en raison du débarquement américain à Guadalcanal le 7 août.
Les Japonais croient par erreur que les pistes d'aviation ne sont défendues que par deux ou trois compagnies d'infanterie australiennes, soit 300 à 600 hommes. De ce fait, leur offensive ne comprend que 1 250 hommes. Elle n'implique par l'Armée impériale japonaise, qui ne souhaite pas conduire l'opération car elle craint que les barges de débarquement ne soient attaquées par l'aviation alliée. Après une opposition entre les officiers de l'Armée et de la Marine impériale japonaise, cette dernière obtient la responsabilité de l'opération. De ce fait, l'assaut ne comprend que de l'infanterie de marine, connue sous le nom de Kaigun Rikusentai (Forces navales spéciales de débarquement). Près de 612 soldats de la 5e force navale spéciale de débarquement (FNSD) Kure, dirigée par Masajiro Hayashi, doivent débarquer sur la côte orientale près de l'endroit appelé Rabi par les Japonais, aux côtés de 197 hommes de la 5e FNSD Sasebo. En outre, 350 hommes supplémentaires de la 10e force navale de débarquement, avec 100 hommes, doivent débarquer sur la côte nord de la péninsule à Taupota, dans la baie de Goodenough.

## La bataille

### Débarquement initial

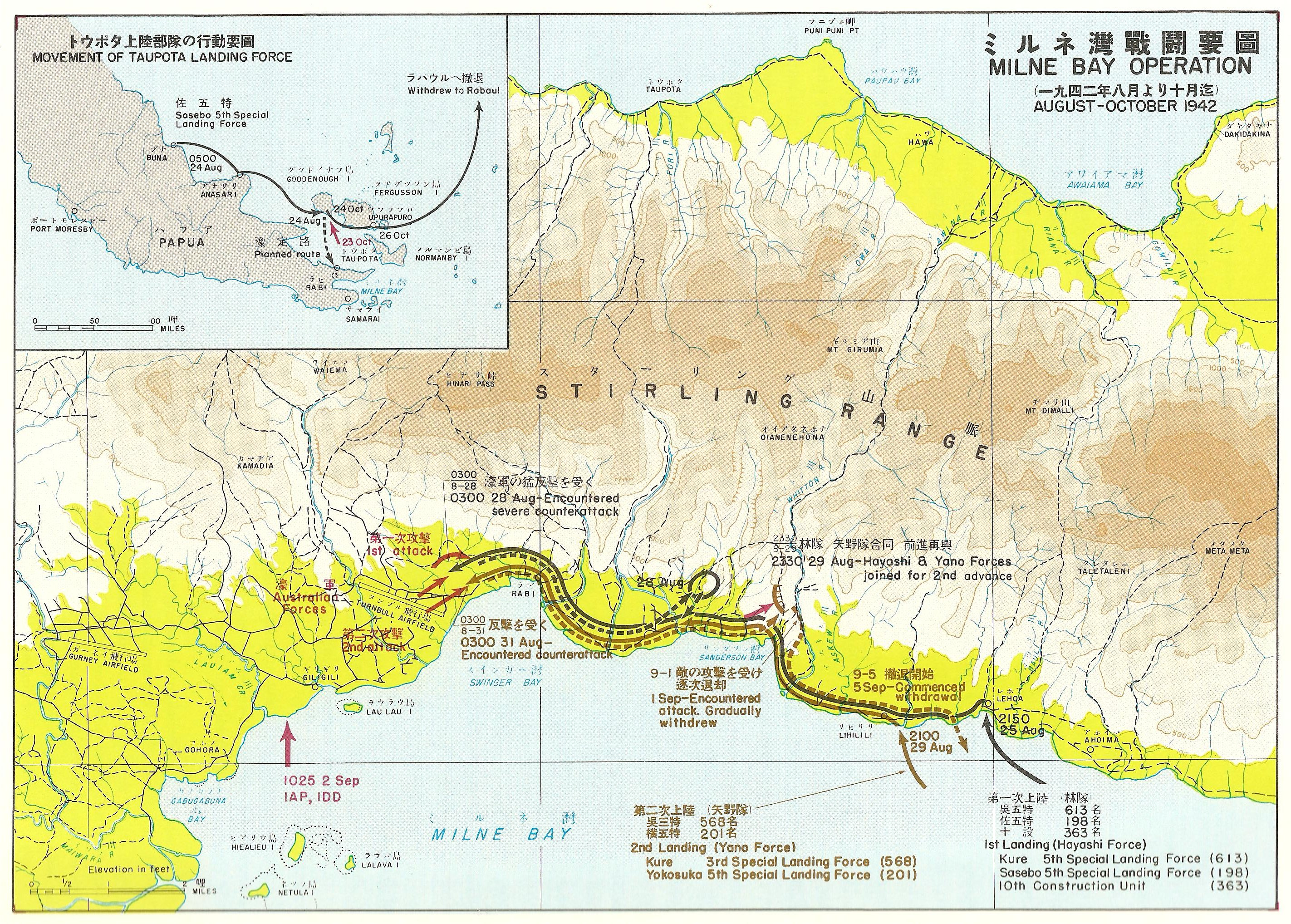
Carte montrant les mouvements de troupes australiens et japonais pendant la bataille de la baie de Milne.

Lors des journées du 23 et du 24 août, des appareils de la 25e flottille aérienne bombardent les alentours de l'aérodrome à Rabi. La principale force d'invasion japonaise quitte Rabaul le 24 août, sous le commandement de Mitsuharu Matsuyama, à 7 h du matin. La flotte est composée de deux croiseurs légers, le Tenryū et le Tatsuta, ainsi que trois destroyers, l'Urakaze, le Tanikaze et l'Hamakaze et deux chasseurs de sous-marins, les CH-22 et CH-24. Ces navires de guerre accompagnent les bateaux de transport Nankai Maru et Kinai Maru.
À 8 h 30 le 24 août, le quartier-général de Milne Bay est alerté par un Lockheed Hudson de la RAAF qui survole l'île de Kitava, près des îles Trobriand, qu'un convoi japonais est en approche. Le HMAS Arunta, escortant le transport SS Tasman, quitte la baie de Milne et font voile vers Port-Moresby à l'annonce de la tentative d'invasion japonaise,. Bientôt, les Alliés apprennent l'arrivée d'un deuxième convoi japonais, comprenant sept barges parties de Buna, transportant la force qui doit débarquer à Taupota. Dès que le ciel s'éclaircit, les Australiens envoient douze Kittyhawks vers midi. Les barges sont repérées près de l'île de Goodenough où 350 soldats de la 5e FSDJ Sasebo ont débarqué pour se reposer. Les pilotes australiens mitraillent les barges durant deux heures et les détruisent toutes, ce qui immobilise les soldats japonais à terre,.
Après avoir été repérée, la principale force d'invasion, comprenant la force de protection navale et les deux navires de transport, reste à l'écart des observateurs australiens jusqu'à la matinée du 25 août. Dans une tentative pour l'intercepter, des B-17 américains partent de Mareeba et de Charters Towers dans le Queensland mais ils ne parviennent pas à remplir leur mission en raison du mauvais temps,. Plus tard dans l'après-midi, des Kittyhawks et un bombardier Hudson mitraillent le convoi et tentent de larguer des bombes sur les navires de transports près de l'île de Rabi. Cependant, seuls des dégâts limités sont infligés au convoi et aucun navire n'est coulé. Par la suite, en raison du départ des seuls navires alliés dans la région (l' Arunta et le Tasman), un tender de la RAAF est envoyé dans la baie pour prévenir les Alliés de l'arrivée des Japonais.

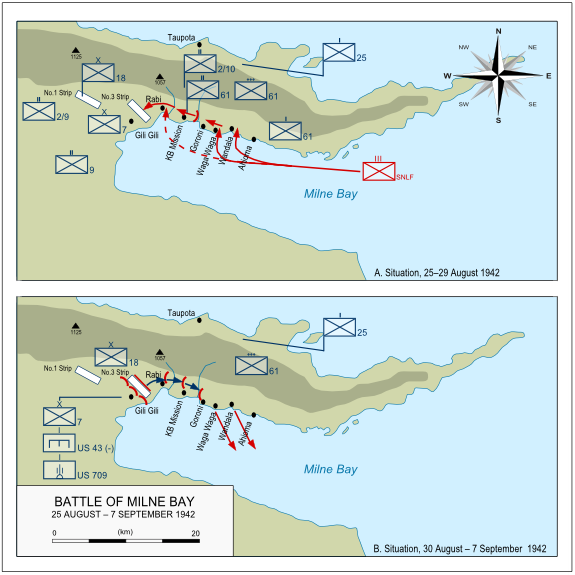
La bataille de la Baie de Milne entre le 25 août et le 7 septembre.

Dans le même temps, plus tôt dans la journée, Clowes décide de raccourcir ses lignes et transmet des ordres à la compagnie D du 61e bataillon, qui a été envoyée vers l'est, à Akioma. Désormais, elle doit se replier derrière la ligne compagnie B située à KB Mission et se repositionner au niveau de la piste numéro 3 à Gili Gili. Toutefois, un manque d'embarcations retarde le départ de la compagnie D jusqu'à la nuit du 25 au 26 août, après avoir réquisitionné trois luggers (le Bronzewing, l’Elevala et le Dadosee). Vers 10 h 30, la force japonaise principale, comprenant plus de 1 000 hommes et deux chars Type 95 Ha-Go ont débarqué près de Waga Waga, sur la côte nord de la baie. En raison d'une erreur de navigation, les Japonais ont touché terre à trois kilomètres à l'est de ce qui était prévu, les éloignant de leur objectif. Néanmoins, ils envoient rapidement des patrouilles pour sécuriser la zone, rassemblant des villageois et établissant une tête de pont.
Plus tard dans la soirée, deux des petites embarcations utilisées par la compagnie D pour se replier vers Gili Gili rencontrent la force de débarquement japonaise. Dans la confrontation qui s'ensuit, l'un des navires, l' Elevala, est contraint de débarquer ses occupants qui doivent se rendre dans la jungle à pied pour finalement atteindre Gili Gili peu après. L'autre embarcation, le Bronzewing, est coulé et onze de ses passagers sont tués dans le combat ou après avoir été capturés par les Japonais.

### Progression japonaise
À l'aube du 26 août, les Japonais avaient atteint la position principale de la compagnie B du 61e Bataillon autour de la Mission KB. Les Japonais subirent un sérieux revers lorsque leur base fut attaquée à l'aube par les Curtiss P-40 et un Hudson, ainsi que par les B-25s, B-26 et B-17 de la 5e US Air Force, tuant un certain nombre de soldats ennemis, détruisant leurs approvisionnements et un certain nombre de péniches de débarquement échouées près de la mission KB. La destruction des barges de débarquement empêcha leur utilisation pour déborder les bataillons australiens. La base des Curtiss P-40 était très proche des lieux de combat permettant aux avions de mitrailler les positions japonaises très peu de temps après leur décollage.
Néanmoins, les Japonais continuent de presser les positions du 61e bataillon toute la journée. Field, qui dirige les forces dans la zone, décide d'envoyer deux sections du 25e bataillon d'infanterie leur fournir des renforts. Plus tard, les deux compagnies d'infanterie restantes du 61e sont aussi envoyées sur le front, avec leur section de mortier. La piste boueuse empêche les Australiens de déplacer leurs armes antichar. Toutefois, en prévision, des quantités notables de bombes collantes et de mines antichar avaient été envoyées vers les unités les plus avancées. Vers 16 h 45, grâce au soutien aérien et de l'artillerie, les Australiens lancent une attaque limitée sur les positions avancées des Japonais, qui sont situées à 550 mètres à l'est de la mission KB. Elle parvient à repousser les Japonais de près de deux cents mètres,.
Les Australiens décident ensuite de se replier vers une ligne de crête où ils espèrent établir une position défensive alors que la nuit tombe. Cependant, les Japonais restent proches et harcèlent l'arrière-garde australienne. Les hommes de la compagnie B cherchent ensuite à tenir leur position, tandis que le 2/10e bataillon se prépare à se déplacer à l'est, vers Ahioma, passant au travers des lignes des 25e et 61e bataillons d'infanterie. Au début de la soirée, les navires japonais bombardent les positions australiennes et, plus tard, vers 22 heures, les Japonais lancent une importante attaque, qui se poursuit sporadiquement durant la nuit. À 4 heures, les Japonais commencent à utiliser des techniques d'infiltration et de ruse pour prendre de flanc les lignes australiennes. Anticipant une attaque blindée à l'aube, les Australiens se retirent vers la rivière Gama, située à 1 600 mètres vers l'ouest. Au cours de la nuit, le destroyer Hamakaze entre dans la baie pour prendre contact avec les forces japonaises. En effet, les unités débarquées sont coupées de tout contact radio depuis 14 heures mais le navire n'aboutit à aucun contact, visuel ou radio. De ce fait, le Hamakaze quitte Milne Bay à 2 h 30 sans avoir débarqué le moindre ravitaillement.
Peu après l'aube, une escadrille aérienne de huit bombardiers en piqué japonais, accompagnée de 12 chasseurs Zéro, attaque la piste alliée à Gili Gili. L'un des avions est abattu et peu de dommages sont infligés aux infrastructures visées. Dans le même temps, autour de la KB Mission où les Japonais reconnaissent les positions australiennes, le 2/10e bataillon d'infanterie comptant 420 hommes seulement est envoyé près de la rivière Gama par le général Clowes. Toutefois, cette opération n'est pas correctement planifiée et n'a pas de but clair. Elle est à la fois une force de reconnaissance mais aussi une contre-attaque, avant d'évoluer en une force destinée à stopper les Japonais à KB Mission. En outre, alors que les Australiens ne connaissent ni la force, ni les intentions des Japonais, aucun renfort n'est à espérer une fois que le bataillon aura quitté les lignes défensives près de la piste d'atterrissage. Les patrouilles avancées du 2/10e bataillon entrent en contact avec le 61e bataillon vers 10 h 30 le 27 août. Dès leur arrivée à 15 heures, les soldats commencent à se positionner. Toutefois, ils disposent de peu de matériel pour creuser des tranchées. À ce moment, les hommes des 25e et 61e bataillons reçoivent l'ordre de se replier après avoir compté dix-huit morts et dix-huit blessés, en plus d'un nombre inconnu de disparus.
À vingt heures, les Japonais envoient deux chars Type 95 équipés de phares puissants dans la plantation. Les hommes du 2/10e bataillon essaient de les détruire avec des bombes collantes mais l'humidité les empêche d'adhérer au blindage des blindés. Au cours des combats qui s'ensuivent durant deux heures trente, les Australiens souffrent de lourdes pertes. Néanmoins, ils sont soutenus par des tirs de 25-pounder du 2/5e régiment de campagne positionné près de Gili Gili et repoussent quatre attaques frontales. Cela n'empêche pas les Japonais de pénétrer les lignes australiennes vers minuit, semant la confusion au sein du 2/10e bataillon, qui doit se replier en désordre vers des positions dispersées sur la rive ouest de la Gama, qu'ils atteignent à deux heures le 28 août. Un nouvel assaut les repousse encore plus loin, vers la piste d'atterrissage numéro trois toujours en construction, au sud de Kilarbo. Au cours d'un bref engagement près de KB Mission, quarante-trois hommes sont tués et vingt-six sont blessés.
Alors que le 2/10e régiment se replie, le 25e bataillon, envoyé depuis Gili Gili pour relever le 61e bataillon déployé autour de la piste d'atterrissage et à Rabi, Duira Creek et Kilarbo, poste des mines en des points clés. La piste d'atterrissage constitue une excellente position défensive, offrant un très bon champ de vision pour les tireurs. En outre, à son extrémité, une boue épaisse empêche la progression des chars japonais. À l'aube, les éléments avancés japonais atteignent la piste et, grâce à l'appui de l'artillerie de campagne et des mortiers, passent à l'offensive. Si les Australiens n'en ont pas conscience, les blindés devant soutenir l'offensive nippone s'embourbent et sont abandonnés. Ils sont finalement découverts par une patrouille australienne le lendemain. Dans le même temps, des hommes des 25e et 61e bataillons, accompagnés d'éléments américains de la 709e batterie antiaérienne, repoussent les Japonais. En outre, des Kittyhawks mitraillent ces derniers qui doivent se retirer à deux kilomètres à l'est de Rabi.

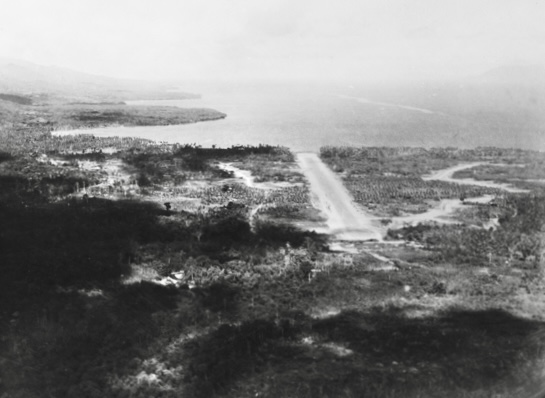
La piste numéro 3 et Stephen's Ridge au premier plan.

Par la suite, durant deux jours, les combats cessent. Les Australiens en profitent pour consolider leurs défenses. Le 61e bataillon d'infanterie, pourtant entamé par les combats, est déployé autour de Stephen's Ridge, aux côtés du 25e bataillon, entre la côte et Wehria Creek. Ces unités sont soutenues par des mortiers du 25e bataillon et des mitrailleuses Vickers du 61e, ainsi que des mitrailleuses calibre .30 et .50 sur des half-tracks américains. Les hommes du génie et les servants d'armes antiaériennes sont les premières troupes américaines engagées dans des combats sur le sol néo-guinéen.
Par ailleurs, le 2/12e bataillon d'infanterie quitte progressivement Waigani pour qu'il soit en mesure de participer au combat, dans la perspective d'une contre-attaque. Par la suite, avec le 2/9e, l'unité doit mener une offensive depuis la piste no 3 vers KB Mission. De leur côté, les Japonais réorganisent aussi leurs forces. Le 29 août, Mikawa décide de renforcer ses troupes déjà débarquées à l'aide de 567 hommes du 3e FSDJ Kure et 290 hommes du 5e FSDJ Yokosuka, alors stationnés à Rabaul. Vers 4 h 30, une patrouille de la RAAF repère le convoi, composé d'un croiseur et de neuf destroyers, et en informe le quartier-général allié. En apprenant cela, Clowes croit que de nouveaux débarquements s'apprêtent à avoir lieu et il annule ses plans de contre-attaque, impliquant des unités de la 18e brigade. Des ordres sont donnés à trente Kittyhawks à Gili Gili, pour qu'ils décollent vers Port Moresby, au cas où les Japonais parviendaient à percer les lignes australiennes. Toutefois, cette offensive n'a finalement pas lieu et les appareils peuvent revenir.
Le convoi japonais arrive au large de Waga Waga à huit heures et quart le 29 août et commence à débarquer les troupes et le ravitaillement. Dans le même temps, les navires de guerre bombardent les positions alliées autour de Gili Gili et, à 11 h 30, le débarquement est terminé. Cependant, le bombardement est peu efficace et les Alliés ne déplorent aucune perte. Tout au long du 30 août, les Australiens mènent des patrouilles alors que les Japonais se positionnent dans la jungle, préparant une attaque pour la nuit à venir.
Durant la nuit, les Japonais se rassemblent le long de la piste à l'extrémité est de la piste numéro trois. Vers trois heures le 31 août, ils lancent leur assaut. Ils progressent en terrain ouvert, éclairés par des fusées éclairantes lancées par les Australiens. La première offensive est repoussée par des tirs de mitrailleuses lourdes et de mortiers, appartenant aux 25e et 61e bataillons d'infanterie, ainsi qu'au 46e régiment du génie. En outre, les Australiens sont soutenus par l'artillerie du 2/5e régiment de campagne. Les Japonais lancent deux attaques supplémentaires, sans résultats autres que de lourdes pertes, incluant le commandant japonais Hayashi. À cet instant, le commandant Minoru Yano, arrivé avec les renforts japonais le 29 août, remplace Hayashi alors que les survivants des assauts précédents se regroupent autour de Poin Creek. Il les conduit à 180 mètres au nord de la piste pour prendre à revers les positions du 61e bataillon d'infanterie sur Stephen's Ridge et rencontre un peloton australien. Celui-ci engage le combat à l'aide de fusils mitrailleurs BREN, contraignant les Japonais à battre en retraite juste avant l'aube. Les troupes nippones qui ont survécu à l'offensive sont marquées par la puissance de feu que les Alliés ont été en mesure de déployer et leurs capacités offensives sont sensiblement réduites.

### Contre-attaque australienne
Le 31 août, le 2/12e bataillon d'infanterie commence à se diriger vers KB Mission. C'est la compagnie D qui mène la marche, compliquée par la situation boueuse de la piste, transformée en bourbier en raison des pluies intenses et de l'intensité du trafic. Après avoir traversé les positions du 61e bataillon d'infanterie à neuf heures, la contre-offensive débute le long de la côte nord de Milne Bay. Les Australiens sont entravés dans leur progression par des embuscades et des tirs de snipers. En outre, ils sont confrontés à des pièges de plusieurs soldats japonais qui feignent d'être morts pour les attaquer ensuite au corps à corps. Face à cette menace, les Australiens prennent pour habitude de tirer sur les cadavres japonais qu'ils rencontrent. Bientôt, le 9e bataillon d'infanterie, une unité de milice de la 7e brigade d'infanterie, envoie deux compagnies occuper le terrain que le 2/12e a reconquis autour de la piste numéro 3 et de KB Mission.
En dépit de la forte résistance ennemie qui ralentit leur progression, les Australiens atteignent KB Mission à la fin de la journée. Face aux Japonais encore présents, les Australiens lancent l'assaut baïonnette au canon et soixante soldats japonais sont tués ou blessés. Les Australiens peuvent alors réoccuper la mission. Dans le même temps, deux compagnies du 9e bataillon prennent position à Kilarbo et entre la rivière Gama et Homo Creek, avec pour ordre de soutenir la progression du 2/12e bataillon le matin suivant,.
Durant la nuit, trois cents Japonais en pleine retraite après avoir attaqué les positions du 61e bataillon d'infanterie sur Stephen's Ridge rencontrent celles des 2/12e et 9e bataillons d'infanterie vers la rivière Gama. Les Australiens lancent alors une attaque surprise qui leur inflige de lourdes pertes. Après cet accrochage, les Australiens estiment que quatre-vingt-dix ennemis ont été tués. Les Japonais réagissent en mettant en œuvre des techniques d'infiltration pour contourner les nombreux postes d'écoute établis le long de la piste qui forme une des parties du front détenu par le 2/12e bataillon. À la KB Mission, vers vingt heures, ils mènent des opérations de harcèlement toute la nuit pour détourner l'attention des Australiens et soutenir leurs unités qui tentent de percer les positions australiennes à partir de la rivière Gama.
Le matin du 1er septembre, le 2/12e bataillon d'infanterie repart à l'attaque, alors que sept Kittyhawks s'en prennent au quartier-général japonais à Waga Waga. Les Japonais ont alors revu leurs objectifs. Ils ont renoncé à s'emparer de l'aérodrome, trop bien défendu, et cherchent désormais à contenir les Australiens avant d'être évacués. Toutefois, les Alliés n'ont pas conscience de ce revirement de l'adversaire et ils continuent de craindre une reprise des assauts japonais. De ce fait, le 2/9e, qui doit d'abord participer à l'assaut du 2/12e, est retenu une journée supplémentaire en raison de renseignements inexacts provenant du quartier-général de MacArthur, avertissant Clowes du risque d'une offensive japonaise. Finalement, face à l'absence de mouvements adverses, le 2/9e peut dès le 2 septembre rejoindre par bateau KB Mission. Le lendemain, il relève le 2/12e et devient le fer de lance de la progression australienne. Le 2 septembre, la situation japonaise est proche de l'effondrement et Yano envoie un message radio au quartier général de la 8e flotte : « Nous sommes dans la pire des situations possibles. Nous défendrons sans hésiter notre position jusqu'à la mort. Nous prions pour la victoire finale de l'Empire et pour une bonne fortune dans les combats à venir pour vous ».

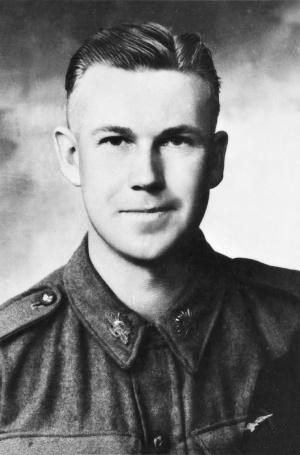
John French, récompensé de la Victoria Cross à titre posthume pour son action à Milne Bay.

Néanmoins, les Japonais bénéficient d'un terrain favorable pour établir des positions défensives, grâce aux rivières et aux crêtes qui parsèment la région, ralentissant la progression de l'attaquant. Tout au long du 3 septembre, le 2/9e bataillon rencontre une importante résistance. Au milieu de la matinée, un accrochage a lieu le long d'un ruisseau à l'ouest d'Elevada Creek et les Australiens perdent 34 morts et blessés dans leur tentative de s'emparer de la vallée. Les deux sections d'assaut doivent battre en retraite tandis que des éléments de soutien d'une autre compagnie se déportent sur le flanc nord. Quand ils passent à l'attaque, ils s'aperçoivent que les Japonais se sont retirés, laissant vingt morts sur le terrain.
Ensuite, le 2/9e progresse de cinq cents mètres, atteignant Sanderson's Bay où il passe la nuit. Au cours de la nuit, les navires japonais bombardent les positions australiennes sur le littoral nord de la baie, sans causer de pertes.
Le 4 septembre, la progression australienne continue alors que le 2/9e se dirige vers la côte des deux côtés de la piste côtière. Après une heure, la compagnie la plus avancée rencontre les défenses japonaises à Goroni. Durant la journée, les Australiens s'efforcent de les prendre de flanc avant de lancer une attaque à 15h15. L'une des sections du 2/9e bataillon est bloqué par trois nids de mitrailleuses japonaises. Le caporal John French ordonne alors aux autres membres de la section de se mettre à couvert avant qu'il ne se lance à l'assaut et ne détruise deux des mitrailleuses à l'aide de grenades. Il s'attaque ensuite au troisième nid de mitrailleuse avec son pistolet-mitrailleur Thompson et la résistance japonaise s'éteint. La section australienne se remet en marche et découvre que les servants de mitrailleuse ont été tués, de même que French, mort devant la troisième mitrailleuse. Pour cette action héroïque, il se voit décerner la Victoria Cross à titre posthume, en raison « de son sang froid et de son courage et de son mépris pour sa propre sécurité » qui « ont permis de sauver les membres de sa section de lourdes pertes et ont rendu possible la victoire ». À la fin de la journée, les forces japonaises ne comprennent plus que cinquante hommes en état de se battre. Les autres survivants ne sont plus en mesure d'affronter les Australiens, autrement que de manière symbolique. En outre, tous les chefs des compagnies japonaises ont été tués et seuls trois ou quatre chefs de peloton sont encore en vie.

## Le retrait japonais

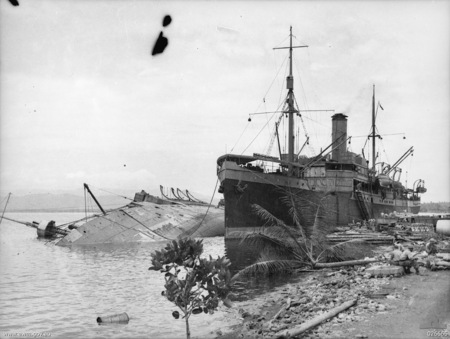
Le cargo Anshun coulé par les Japonais.

Après les combats du 31 août, les Japonais présents à Milne Bay rapportent l'état de la situation à leur quartier-général à Rabaul. Celui-ci réagit en projetant d'envoyer le détachement d'Aoba sur place, pour assurer la conquête de l'aérodrome. Cette unité comprend le 41e régiment d'infanterie et une compagnie d'artillerie,. Toutefois, il est prévu qu'elle n'arrive que le 11 septembre au plus tôt. De ce fait, entre-temps, 130 hommes du 5e SNLF Yokosuka doivent renforcer les troupes débarquées à Milne Bay. Une première tentative infructueuse de débarquer cette petite force le 2 septembre échoue, de même que celle du 4 septembre. Cependant, à cette date, le quartier-général a reçu de nouvelles informations. Les troupes de Yano ne sont plus en mesure de tenir leurs positions jusqu'à l'arrivée du détachement d'Aoba. Par conséquent, le 5 septembre, le haut commandement japonais ordonne la retraite, effectuée dans le courant de la nuit depuis la mer,.
Pendant ce temps, six Bristol Beaufort de la 100e escadrille de la RAAF arrivent à Milne Bay le 5 septembre. Trois Bristol Beaufighter de la 30e escadrille de la RAAF les rejoignent le lendemain. Les six Beaufort reçoivent l'ordre de fournir un soutien aux troupes au sol en cas de nouveau débarquement, en plus de missions antinavires. Le 6 septembre, l'offensive alliée atteint le principal camp établi par la force de débarquement japonaise, ne rencontrant qu'une résistance mineure par quelques petites groupes qui n'ont pas été évacués.
Dans la soirée du 6 septembre, le cargo australien Anshun est en train de débarquer son chargement quand le port est pris sous le feu du croiseur japonais Tenryū et du destroyer Arashi. L' Anshun est touché près de dix fois par le croiseur et chavire. Les Japonais continuent de bombarder Gili Gili et Waga Waga et éclairent le navire hôpital Manunda, sans lui tirer dessus,. En effet, ce dernier a déployé les couleurs identifiant un navire sanitaire. La nuit suivante, deux navires japonais bombardent les positions japonaises, causant plusieurs pertes pendant quinze minutes avant de quitter la baie. Il s'agit de leur dernière action durant la bataille de Milne Bay. Au cours des opérations de nettoyage les jours suivants, des patrouilles australiens traquent et tuent les Japonais qui tentent de rejoindre Buna.
Les 350 Japonais isolés sur l'île de Goodenough après la destruction de leurs barges le 24 août ne sont secourus qu'à la fin du mois d'octobre. Le 11 septembre, une première tentative de sauvetage échoue quand deux destroyers sont attaqués par un avion américain qui en détruit un (le Yayoi). Deux autres tentatives ont lieu les 13 et 22 septembre, sans succès, même si du ravitaillement est parachuté sur l'île. Un sous-marin émerge au large de cette dernière pour la ravitailler et évacuer cinquante soldats malades les 3 et 13 octobre. Dans le cadre de attaque prévue sur Buna et Gona, le 2/12e bataillon d'infanterie reçoit pour mission de sécuriser l'île de Goodenough le 19 octobre. L'unité débarque sur l'île trois jours plus tard. Plusieurs engagements interviennent les 23 et 24 octobre qui coûtent la vie à treize Australiens, en plus de dix-neuf blessés. Vingt Japonais sont tués et quinze sont blessés. Les troupes japonaises restantes sont évacuées par deux barges vers l'île de Fergusson durant la nuit du 24 octobre. Finalement, le croiseur léger Tenryu les récupère deux jours plus tard. Après avoir sécurisé l'île, le 2/12e bataillon commence la construction de l'aérodrome de Vivgani sur la côte orientale.

## Conséquences

### Développement de la base alliée

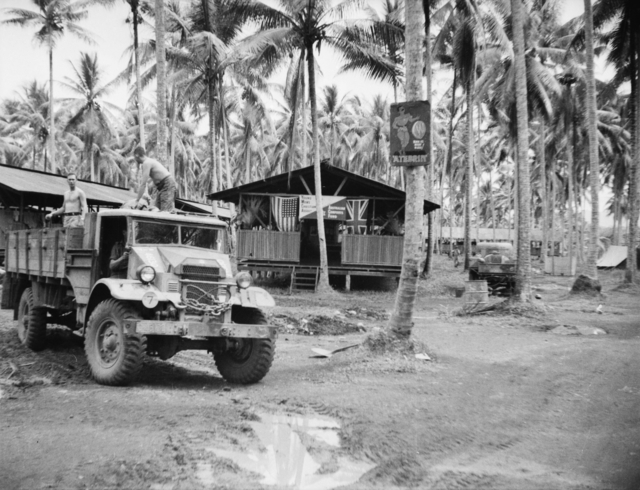
La base de Milne Bay en 1944.

Les Alliés poursuivent le développement de la base aérienne à Milne Bay pour soutenir la contre-offensive en cours le long de la côte nord de la Papouasie-Nouvelle-Guinée. La base américaine croît progressivement jusqu'au 15 novembre 1943, tandis que la base australienne ouvre le 14 juin. Deux canons côtiers de 155 millimètres garantissent la protection de ces bases contre des attaques navales. De nouvelles routes sont tracées et celles existantes sont améliorées pour les rendre utilisables par temps humide. un relevé météorologique établi le 29 avril 1944 mentionne jusqu'à 610 millimètres de pluie en une journée. En juin 1944, ce sont plus de 160 kilomètres de routes qui traversent la région.
Une deuxième piste en bitume est construite à côté de la piste numéro 1 et cette dernière ne sert plus que pour les urgences. Le champ de mine autour de la piste numéro trois est retiré et la piste est complétée par des revêtements et une aire de stationnement pour soixante-dix bombardiers moyens. Un nouveau ponton est construit en septembre et octobre 1942, susceptible d'accueillir des navires de type Liberty Ship. Ceux-ci peuvent faire la liaison directe entre Milne Bay et les États-Unis, libérant les ports australiens et réduisant le temps de parcours de deux à trois jours, en plus du délai pour décharger et recharger la cargaison sur des navires plus petits. Des PT-Boats (vedettes-torpilleurs) sont basés à Milne Bay à partir de décembre 1942 et l'établissement d'une aire de transbordement et de transit renforce les infrastructures à destination des PT Boats. En outre, une base de destroyer et une station sanitaire sont aussi construites. Ainsi, Milne Bay sert de lieu de préparation au débarquement sur Lae en septembre 1943 et à la campagne de Nouvelle-Bretagne en décembre. La base de Milne Bay reste opérationnelle jusqu'à la fin de la guerre.

### Crimes de guerre
Au cours de la contre-offensive australienne, les soldats alliés trouvent des preuves de crimes de guerre commis par les Japonais à Milne Bay, notamment des exécutions de prisonniers de guerre et de civils. Aucun des trente-six soldats australiens capturés ne survit et plusieurs d'entre eux sont retrouvés avec des signes de mutilation. En outre, au moins cinquante-neuf civils sont tués entre le 25 août et le 6 septembre, parmi lesquels des femmes papoues qui ont été agressées sexuellement avant d'être tuées. Face à ces atrocités, l'attitude au combat des Australiens se durcit jusqu'à la fin de la guerre. Selon l'historien Mark Johnson, « les Japonais tués impitoyablement par les Australiens subissent pour une large part les représailles à l'encontre des atrocités japonaises et des rumeurs de mauvais traitement à l'encontre de prisonniers de guerre ».
Plus tard, le ministre australien des Affaires étrangères Herbert Vere Evatt charge William Hebb d'un rapport sur les crimes de guerre japonais. Pour nourrir son travail, il recueille des témoignages de soldats alliés présents à Milne Bay. En 1944, le rapport final est transmis à la commission des crimes de guerre des Nations unies créée par la déclaration du palais de Saint-James. Les preuves de ces crimes sont présentées au tribunal de Tokyo le 2 janvier 1947 mais aucun Japonais n'est poursuivi pour les crimes commis à Milne Bay.